# Cừu Hampshire

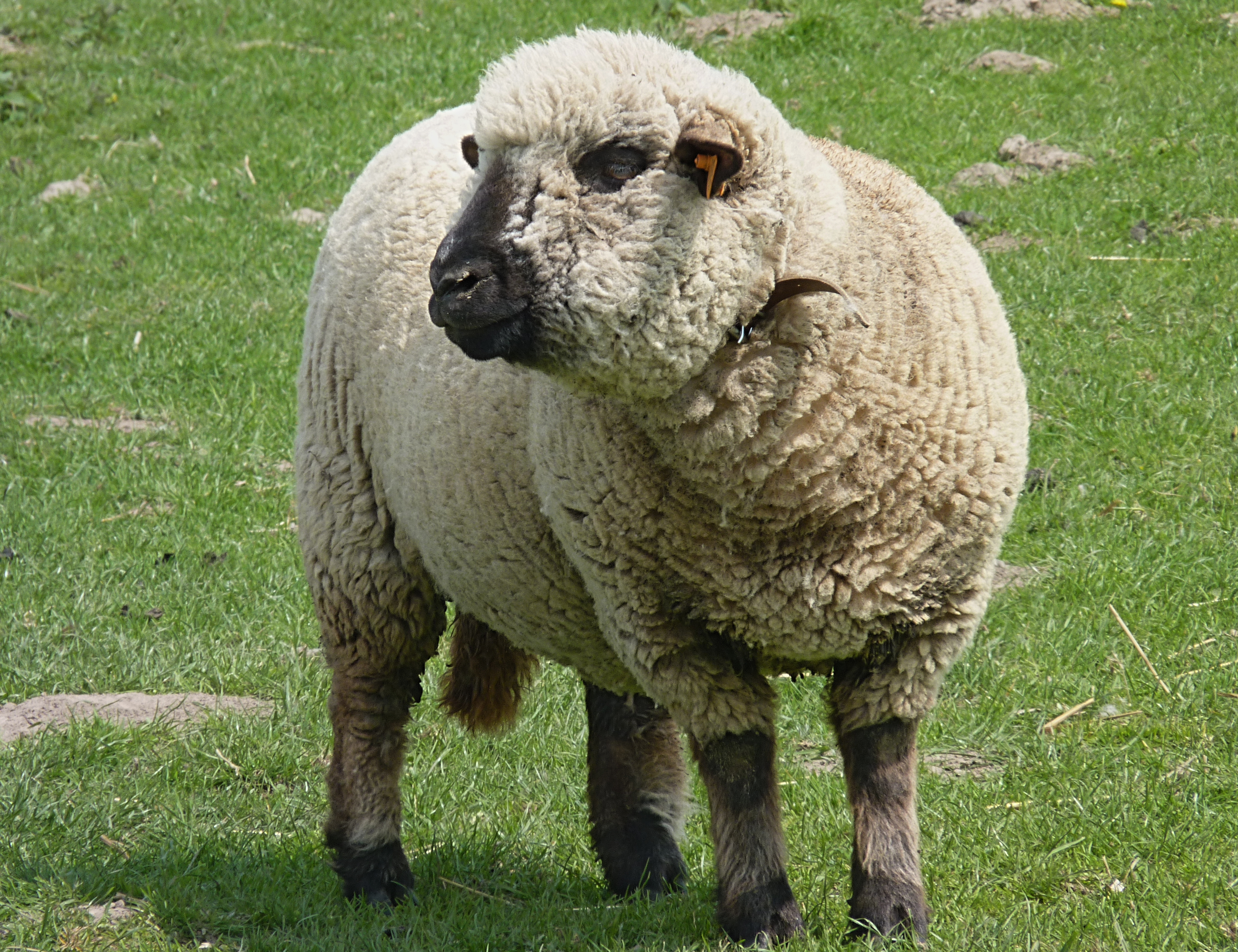
Cừu Hampshire

Cừu Hampshire hay Hampshire Down là một giống cừu có nguồn gốc từ nước Anh, ra đời khoảng 1829 từ một nhánh riêng rẽ của giống cừu Southdown với giống cừu Hampshire cổ xưa, các con cừu sừng Wiltshire, và cừu Berkshire Nott, tất cả đều có sừng, cừu mặt trắng. Nguyên là ông John Twynam, một nông dân Hampshire, lai bầy với cừu Cotswold sau đó là cừu Hampshire của mình trong khoảng năm 1829 mà nên. 

## Đặc điểm chung

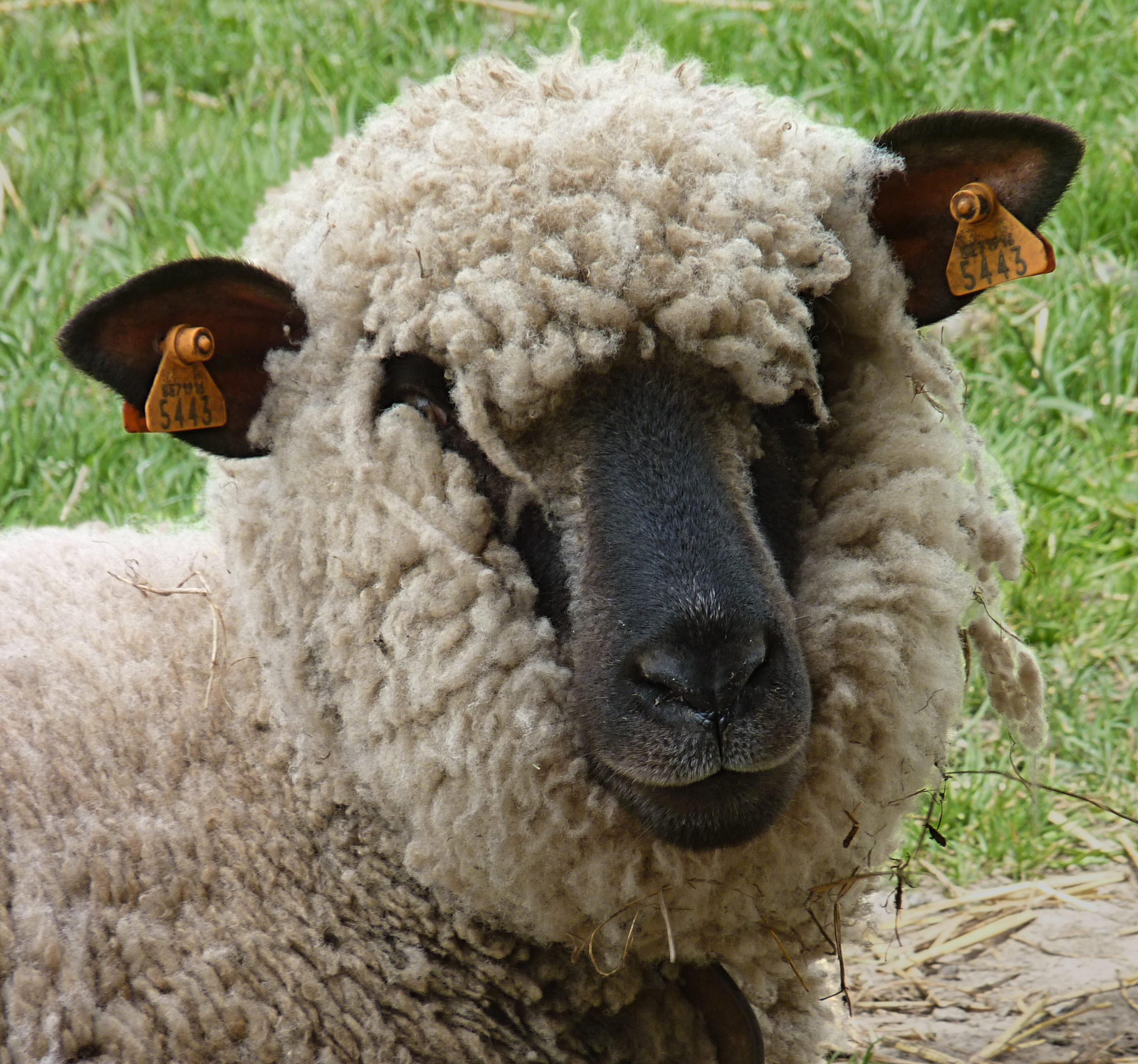
Một cái đầu của cừu Hampshire

Cừu Hampshire ban đầu là lớn hơn, thô hơn, nhưng cứng cáp, chậm hơn để trưởng thành, với thịt kém, và len sợi dài hơn nhưng thô hơn. Cừu Southdown đã luôn luôn được đánh giá đáng kể cho sức mạnh của nó truyền các đặc tính đặc biệt của mình cho thế hệ con cháu của mình bằng các loại cừu, và do đó nó nhanh chóng gây ấn tượng với những đặc trưng riêng của nó trên con cháu của nó bởi các con cừu Hampshire.
Những chiếc sừng của giống ban đầu đã biến mất; mặt và chân đã trở nên đen tối, các khung hình đã trở nên nhỏ gọn hơn, các xương nhỏ, rộng hơn và thẳng, hai chân ngắn hơn, và xác thịt và len chất lượng tốt hơn, trong khi sức chịu đựng cao và kích thước lớn hơn. Cừu Hampshire của những năm 1890, trưởng thành sớm và vỗ béo dễ dàng. Thịt cừu kết quả có tỷ lệ mong muốn của chất béo và gầy, và là ngon ngọt và hương vị.
Trán chúng phẳng, xương mũi lồi ra, chúng có hố nước mắt, mõm của chúng mỏng, môi hoạt động, răng cửa sắc, nhờ đó chúng có thể gặm được cỏ mọc thấp và bứt được những lá thân cây mềm mại, hợp khẩu vị trên cao để ăn. Chúng có thói quen đi kiếm ăn theo bầy đàn, tạo thành nhóm lớn trên đồng cỏ. Trong da chúng có nhiều tuyến mồ hôi và tuyến mỡ hơn dê. Bởi thế chúng bài tiết mồ hôi nhiều hơn và các cơ quan hô hấp tham gia tích cực hơn vào quá trình điều tiết nhiệt. Mô mỡ dưới da của chúng phát triển tốt hơn dê và ngược lại ở các cơ bên trong của chúng có ít tích lũy mỡ hơn dê. 

## Chăn nuôi

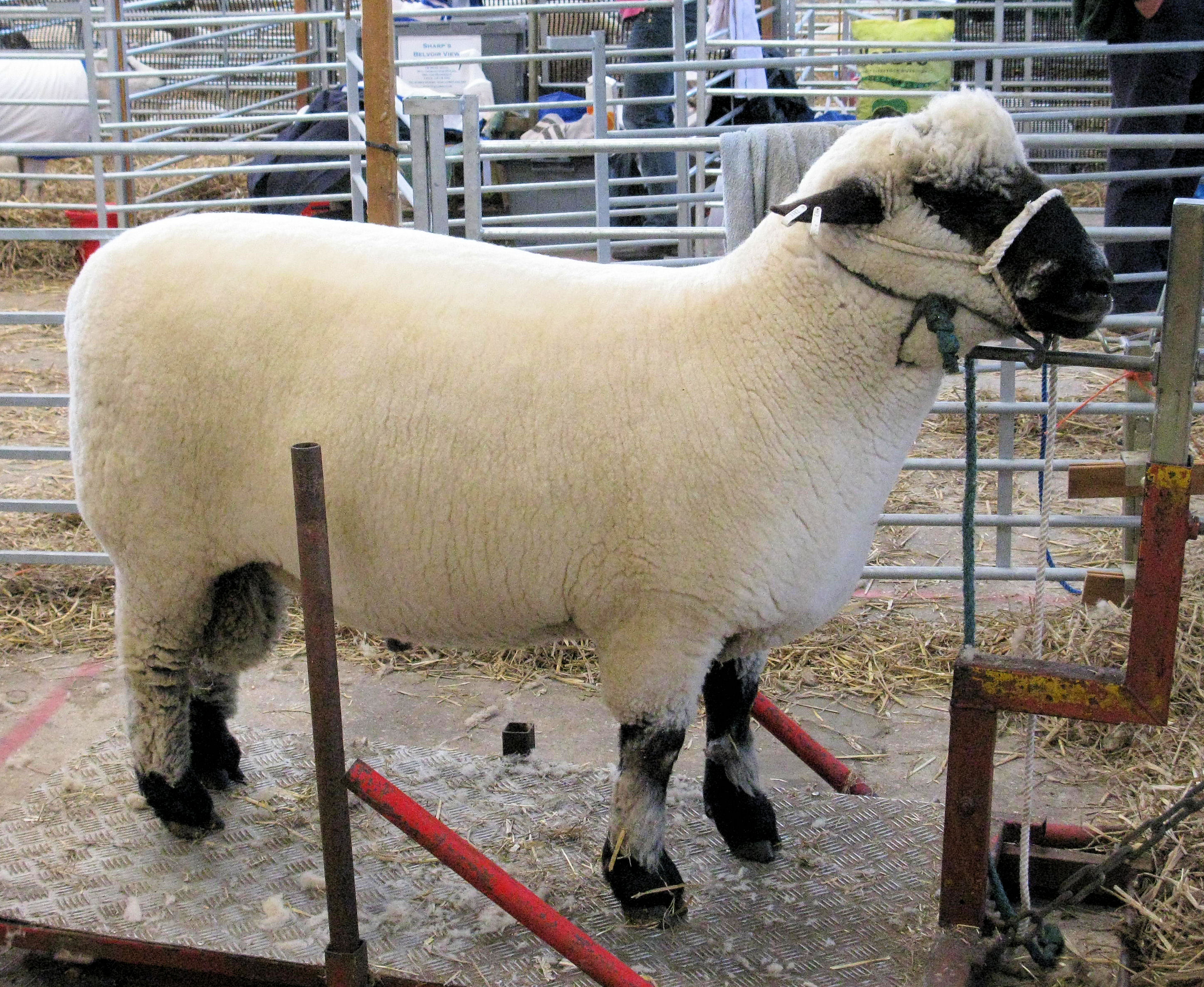
Hampshire Down sau khi đã cắt lông

Chúng có tính bầy đàn cao nên dễ quản lý, chúng thường đi kiếm ăn theo đàn nên việc chăm sóc và quản lý rất thuận lợi. Chúng cũng là loài dễ nuôi, mau lớn, ít tốn công chăm sóc. So với chăn nuôi bò thì chúng là vật nuôi dễ tính hơn, thức ăn của chúng rất đa dạng, thức ăn của chúng là những loại không cạnh tranh với lương thực của người. Chúng là động vật có vú ăn rất nhiều cỏ. Hầu hết chúng gặm cỏ và ăn các loại cỏ khô khác, tránh các phần thực vật có gỗ nhiều. Chúng có chế độ hoạt động ban ngày, ăn từ sáng đến tối, thỉnh thoảng dừng lại để nghỉ ngơi và nhai lại. Đồng cỏ lý tưởng cho chúng như cỏ và cây họ Đậu. Khác với thức ăn gia súc, thức ăn chính của chúng trong mùa đông là cỏ khô.
Chúng là loài ăn tạp, có thể ăn được nhiều loại thức ăn bao gồm thức ăn thô xanh các loại như: rơm cỏ tươi, khô, rau, củ quả bầu bí các loại, phế phụ phẩm công nông nghiệp và các loại thức ăn tinh bổ sung như cám gạo ngũ cốc. Mỗi ngày chúng có thể ăn được một lượng thức ăn 15-20% thể trọng. Chúng cần một lượng thức ăn tính theo vật chất khô bằng 3,5% thể trọng. Với nhu cầu 65% vật chất khô từ thức ăn thô xanh (0,91 kg) và 35% vật chất khô từ thức ăn tinh (0,49 kg). Khi cho chúng ăn loại thức ăn thô xanh chứa 20% vật chất khô và thức ăn tinh chứa 90% vật chất khô.
Trên thế giới đã tạo ra nhiều giống cừu bằng con đường lai tạo như giống cừu Polypay, cừu Hampshire, cừu Canadian Arcott, cừu Oxford, cừu Rouge de L'Ouest, cừu Columbia, cừu Berrichon du Cher, cừu lấy sữa Anh British Milk Sheep, cừu Romanov, cừu Charollais, cừu Texel, trong đó kích thước của thức ăn ủ chua không ảnh hưởng đến vật chất khô ăn vào và tăng khối lượng/ngày của cừu. Cừu đực lai (cừu Targhee × cừu Hampshire) nhóm được bổ sung khẩu phần hỗn hợp có mức ME 2780 Mcal/kg; CP 14.5% tăng khối lượng trung bình hàng ngày (330 gam/con/ngày) cao gần gấp ba lần so và nhóm cho ăn chăn thả không bổ sung thức ăn hỗn hợp (120 gam/con/ngày)
Nguồn nước uống là nhu cầu cơ bản của chúng. Lượng nước cần cho chúng biến động theo mùa và loại và chất lượng thực phẩm mà chúng tiêu thụ. Khi chúng ăn nhiều trong các tháng đầu tiên và có mưa (kể cả sương, khi chúng ăn vào sáng sớm), chúng cần ít nước hơn. Khi chúng ăn nhiều cỏ khô thì chúng cần nhiều nước. Chúng cũng cần uống nước sạch, và có thể không uống nếu nước có tảo hoặc chất cặn. Trong một số khẩu phần ăn của chúng cũng bao gồm các khoáng chất, hoặc trộn với lượng ít.

## Chăm sóc
Sau khi cho phối giống 16-17 ngày mà không có biểu hiện động dục lại là có thể cừu đã có chửa, Căn cứ vào ngày phối giống để chuẩn bị đỡ đẻ cho cừu (thời gian mang thai của cừu 146-150 ngày) nhằm hạn chế cừu sơ sinh bị chết; Có thể bồi dưỡng thêm thức ăn tinh và rau cỏ non cho cừu có chửa nhưng tuyệt đối tránh thức ăn hôi mốc; Khi có dấu hiệu sắp đẻ (bầu vú căng, xuống sữa, sụt mông, âm hộ sưng to, dịch nhờn chảy ra, cào bới sàn...) nên nhốt ở chuồng riêng có lót ổ rơm và chăn dắt gần, tránh đồi dốc.
Thông thường cừu mẹ nằm đẻ nhưng cũng có trường hợp đứng đẻ, tốt nhất nên chuẩn bị đỡ đẻ cho cừu; Sau khi đẻ cừu mẹ tự liếm cho con. Tuy nhiên, vẫn phải lấy khăn sạch lau khô cho cừu con, nhất là ở miệng và mũi cho cừu con dễ thở. Lấy chỉ sạch buộc cuống rốn (cách rốn 4–5 cm), cắt cuống rốn cho cừu con và dùng cồn Iod để sát trùng; Giúp cừu con sơ sinh đứng dậy bú sữa đầu càng sớm càng tốt (vì trong sữa đầu có nhiều kháng thể tự nhiên); Đẻ xong cho cừu mẹ uống nước thoải mái (có pha đường 1% hoặc muối 0.5%).
Cừu con trong 10 ngày đầu sau khi đẻ cừu con bú sữa mẹ tự do; Từ 11-21 ngày tuổi cừu con bú mẹ 3 lần/ngày, nên tập cho cừu con ăn thêm thức ăn tinh và cỏ non, ngon; 80-90 ngày tuổi có thể cai sữa. Giai đoạn này phải có cỏ tươi non, ngon cho cừu con để kích thích bộ máy tiêu hóa phát triển (đặc biệt là dạ cỏ) và bù đắp lượng dinh dưỡng thiếu hụt do sữa mẹ cung cấp không đủ; Cừu sinh trưởng và phát triển nhanh, mạnh ở giai đoạn này.